# Бехтери (Тюменская область)
Бехтери — упразднённая деревня в Ярковском районе Тюменской области России. Входила в состав Сорокинского сельского поселения. В 2004 году исключена из учётных данных, в связи с прекращением существования.

## География
Деревня находилась на западе Тюменской области, в пределах Западно-Сибирской низменности, в подтаёжной зоне, на правом берегу реки Тобол, к северу от автодороги Р404, на расстоянии примерно 3,5 километра (по прямой) к востоку от села Сорокино, административного центра района.

### Климат
Климат континентальный с холодной продолжительной зимой и тёплым относительно коротким летом. Средняя температура воздуха самого холодного месяца (января) — −19 °C (абсолютный минимум — −53 °C); самого тёплого месяца (июля) — 18 °C (абсолютный максимум — 34 °С). Продолжительность периода с устойчивыми морозами около 140 дней. Среднегодовое количество атмосферных осадков составляет 400—450 мм, из которых 310 мм выпадает в тёплый период. Продолжительность залегания снежного покрова составляет в среднем 160 дней.

## История
До 1917 года входила в состав Байкаловской волости Тобольского уезда Тобольской губернии. По данным на 1926 год юрты Верхне-Бехтеревские состояли из 40 хозяйств. В административном отношении входили в состав Сорокинского сельсовета Байкаловского района Тобольского округа Уральской области.

## Население
| 1989 | 2002 |
| ---- | ---- |
| 30   | ↘0   |

По данным переписи 1926 года в юртах проживало 185 человек (91 мужчина и 93 женщины), в том числе: сибирские татары составляли 100 % населения.